# 沙井街道 (深圳市)
沙井街道是中国广东省深圳市宝安区下辖的一个街道。

## 地理
沙井街道位於深圳市寶安區西北部、珠江口東岸，下轄21个社区，22个居委会，面積35平方公里，人口60萬（其中戶籍人口2.6萬）。
沙井早在漢朝已有居民定居之記載。由於位處珠江河口，居民都是以養殖蠔為生，亦有利用蠔殼作建築材料，現時區內也有以「蠔」為名的地名，如蠔鄉路、蠔一社區等。1985年沙井被廣東省劃為工業重鎮，大量外資引入，成為深圳重要工業區域之一。

## 經濟
辖区内都是以製造業為主，主要涉及的生產有电子、五金、钟表、製衣、玩具等。沙井街道现建有30多个工业区、标准厂房500多万平方米。近年，區內新建不少商場，其中面積約十八萬平方米的沙井京基百納廣場，是深圳西部其中一個最大的商場。

## 交通
沙井交通便利。

### 道路
广深公路、寶安大道横贯其中，广深高速公路設有新橋互通，而廣深沿江高速亦經過沙井街道西部，並設有田園互通。
當地原本有一個始建于1978年的沙井汽车站，扩建于1997年。2021年8月1日起停止营业。

### 軌道交通
深圳地铁11號線在沙井街道設后亭站、沙井站及马安山站，深圳地铁12号线在沙井街道设海上田园南站和海上田园东站。另外，穗深城际铁路在沙井街道设沙井西站。

### 水路
沙井設有一个250吨级的码头。

## 景點
- 沙井海上田園
- 萬景園

## 名人
- 曾宋珍：南宋理宗淳祐九年（1249年）進士，今寶安區沙井街道人士，曾宋珍也是寶安縣歷來首名進士。
- 黎燕珊：香港資深女演員。

## 圖片

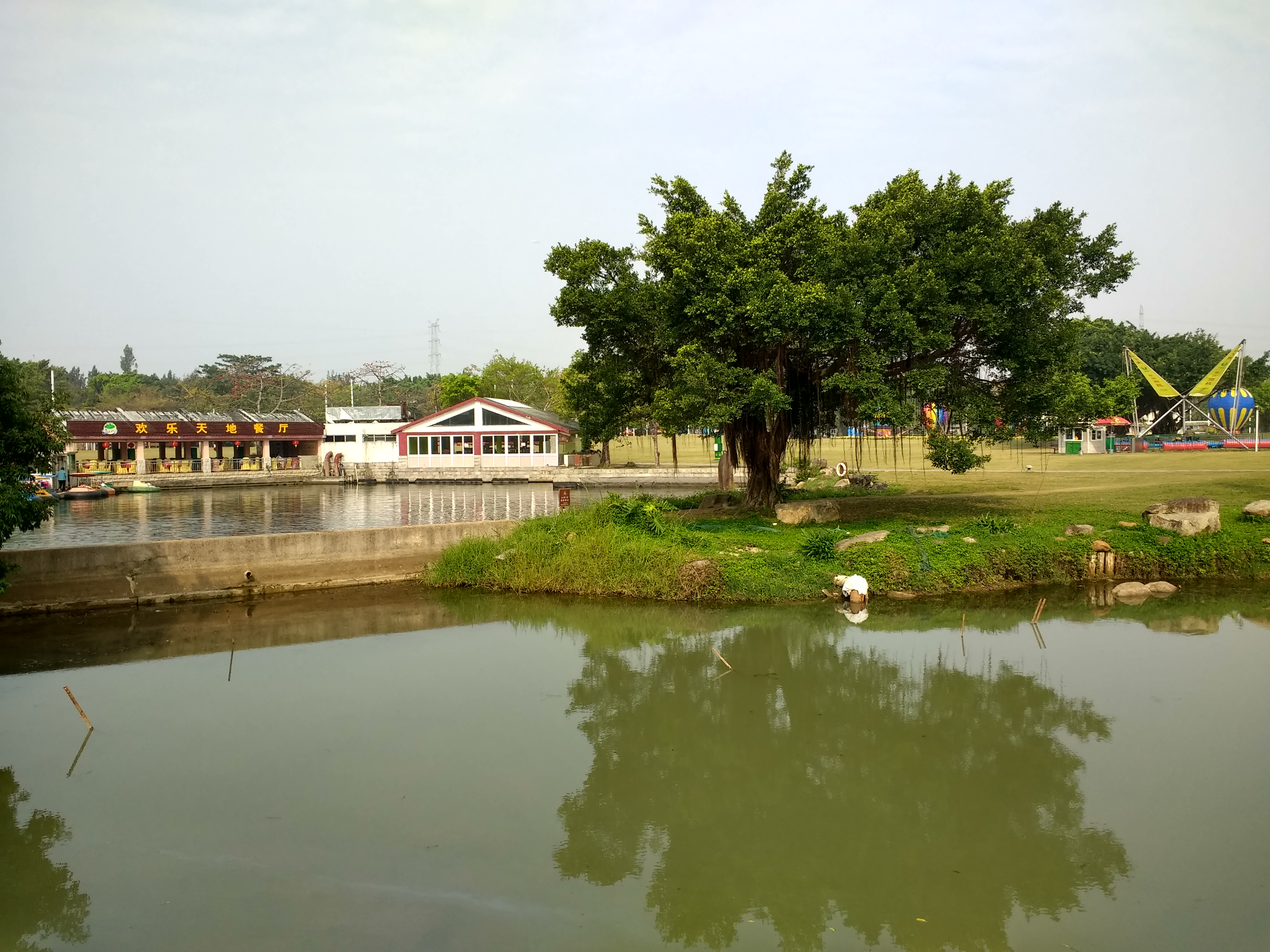
海上田园
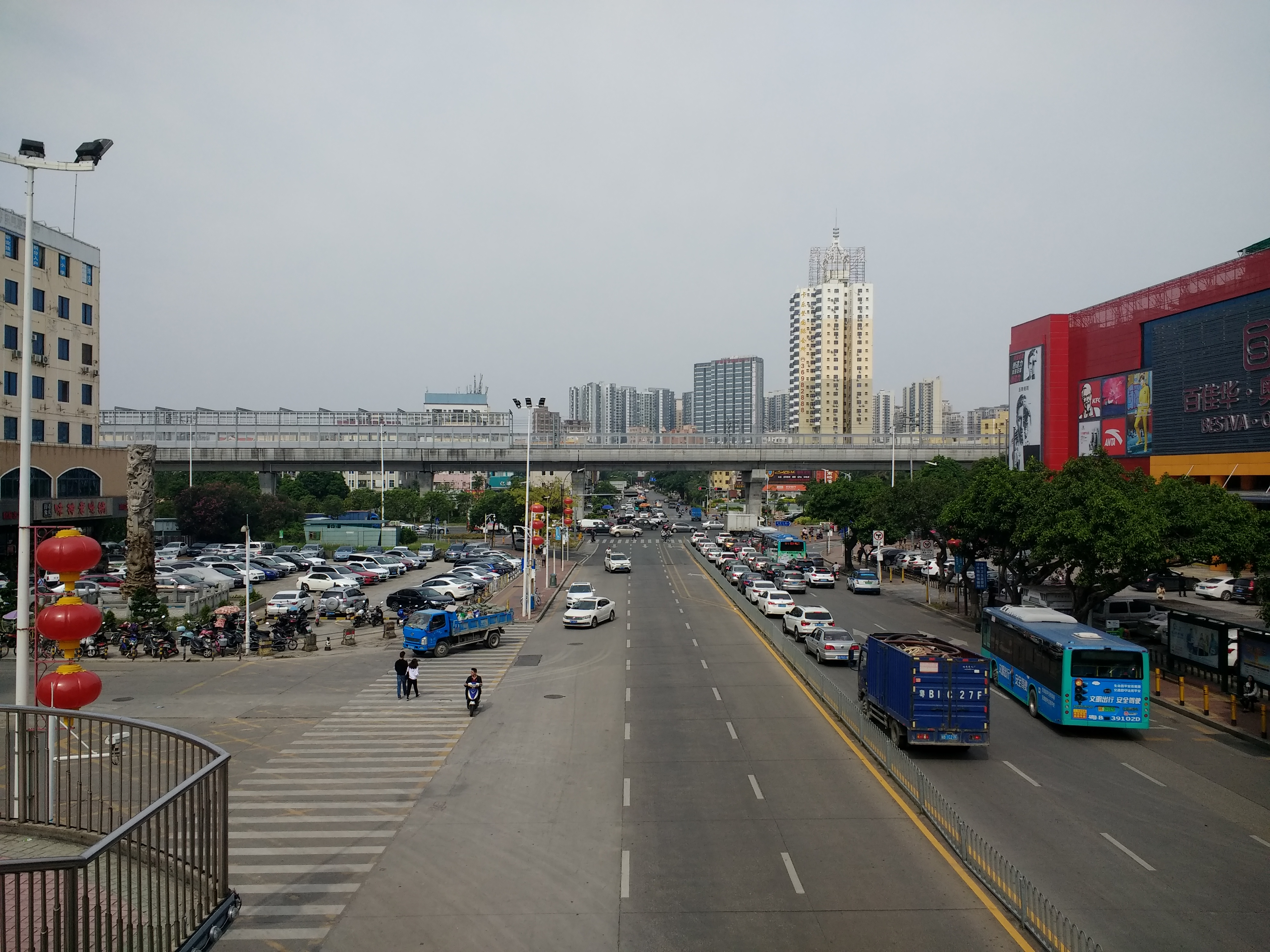
街道一景
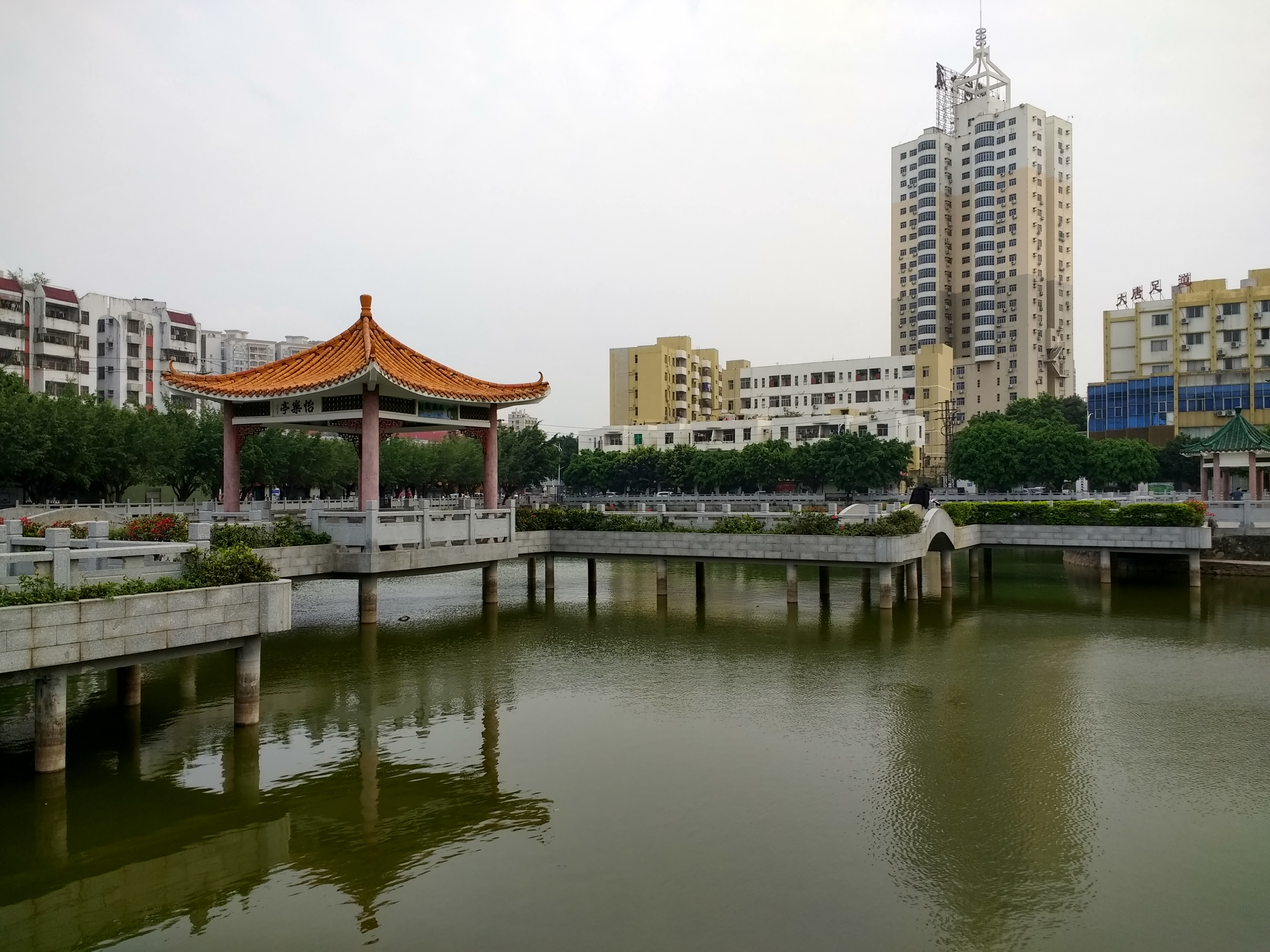
公園